# 스텐리 그렌츠
스탠리 제임스 그렌츠(Stanley James Grenz, 1950~2005)는 미국의 기독교 신학자이자 침례교 전통의 윤리학자이다 .

## 생애
그렌츠는 1950년 1월 7일 미시간 주 앨페나 에서 태어났다 . 그는 콜로라도 대학교 에서 공부 하고 1973년에 학사 학위를 취득한 후 덴버 신학교 에서 신학을 공부 하고 1979년에 신학 석사 학위를 취득했다.  그는 또한 뮌헨 대학교 에서 공부 하고 신학 박사 학위 를 받았다 . 신학자 Wolfhart Pannenberg 의 감독하에 그는 1976년 6월 13일에 목사안수를 안수받았다. 1971년에 그는 1976년까지 콜로라도 주 덴버에 있는 노스웨스트 침례교회의 청소년 책임자이자 부목사가 되었다. 1979년에 그는 1981년까지 매니토바 주 위니펙에 있는 로웬데일 침례교회의 목사가 되었으며 여러 차례 임시 목사가 되었다.  그는 많은 침례교 위원회와 기관에서 봉사했으며 Christian Today 의 컨설팅 편집자로도 활동했다. 목사직에 있는 동안(1979-1981) 그렌츠는 위니펙 대학교 와 위니펙 신학대학원(현 프로비던스 대학교 신학대학원 )에서 강의를 했다.  1981년부터 1990년까지 사우스다코타 주 수폴스 에 있는 북미침례신학교 에서 조직신학 및 기독교 윤리학 교수로 재직했다. 12년 동안(1990-2002) 그렌츠는 Carey Theological College 와 밴쿠버 의 Regent College 에서 침례교 유산, 신학 및 윤리학의 선구자 McDonald 교수직을 역임했습니다 . 2002년부터 2003년까지 텍사스주 와코 에 있는 베일러대학교 와 조지 W. 트루엣 신학교 에서 신학과 석좌교수로 1년 동안 체류한 후 , 그는 2003년 8월 캐리로 돌아와 맥도날드 신학교수의 선구자로서의 직무를 재개했다.
1996년부터 1999년까지 그는 일리노이 주 롬바드 에 있는 노던침례교신학교 에서 신학과 윤리 교수(소속)로 임명되었다. 2004년 가을에 그는 워싱턴 주 시애틀 에 있는 Mars Hill 대학원 의 신학 교수로 임명되었다 .

## 신학
Grenz의 주요 공헌은 복음주의 기독교가 세계와 어떻게 관련되어야 하는지를 논의하는데 이루어졌다.  그는 성에서부터 역사, 기본적인 변증학 에 이르기까지 광범위한 주제에 관해 글을 썼으며, 20세기 후반과 21세기 초반 북미 지역의 선도적인 복음주의 목소리 중 한 명이었다. 그렌츠는 아르미니안 신학 의 주요 원칙을 고수했다. 그는 기업 선거 에 대한 그의 견해를 반영하여 "성령의 임재는 진정  회심한 사람이 끝까지 믿음에 남아 있을 것을 보장한다"는 구체적인 개념인 영원한 보장을 고수했다 .

## 가족
교회 음악가인 에드나 그렌츠와 결혼한 그렌츠는 Joel Grenz와 Corina Kuban이라는 두 자녀의 아버지였으며 손자 Anika Grace Kuban의 할아버지였다.  Who's Who in Religion 의 두 판과 Who's Who in US Writers, Editors and Poets 의 2002년판에 포함된 그렌츠는 2005년 3월 12일 밴쿠버 세인트 폴 병원 에서 뇌동맥류 로 잠을 자다가 사망했다.

## 같이 보기
- 무천년설